# Beirol
Beirol é um bairro do município brasileiro de Macapá, capital do estado do Amapá. Segundo o censo demográfico de 2022, realizado pelo Instituto Brasileiro de Geografia e Estatística (IBGE), sua população era de 6 591 habitantes e havia 1 971 domicílios particulares permanentes ocupados.
De acordo com o IBGE, em 2010 a população era de 7 930 habitantes e havia 2 102 domicílios particulares.
A consolidação do bairro teve início na década de 1960, quando a Zona Sul de Macapá passava por uma considerável expansão demográfica e territorial.